# Latorvár-tető
A Latorvár-tető vagy Lator-hegy, illetve Várhegy fennsíkszerű kiemelkedés a Déli-Bükkben, a Sályhoz tartozó Latorpuszta (Lator út) mellett. Meredek lejtők határolják, melyek közül a nyugat felőli lankásabb. A két platóból álló hegytömb dél-délkeleti irányban elkeskenyedik, végül gerincben végződik. A magasabban fekvő északi plató tengerszint feletti magassága 279 m, az alacsonyabban fekvő plató dél felé enyhén lejt a gerinc irányában. A hegyet piroklaszt árból lerakódott, miocén korú riolittufa alkotja. A magaslaton három vár maradványa található meg: egy őskori földváré, egy honfoglalás kori földváré (Örsúr vára) és az Árpád-kori Latorváré.

## Növényvilága
A Latorvár-tető területén található növénytársulások fajgazdagságát a savanyú vulkanikus kőzet határozza meg. A déli, délnyugati napsütötte lejtők a melegkedvelő gyepek, cserjések élőhelye, míg az északi részeken nagyrészt mészkerülő, erősen mohás élőhelyek alakultak ki. A nyíltabb területeken pedig másodlagos sziklagyepek és sztyepprétek találhatók.

### Jellemzőbb növényfajok
- juhsóska (Rumex acetosella)
- magyar perje (Poa pannonica subsp. scabara) [védett!]
- sarlós gamandor (Teucrium chamaedrys)

### Néhány növény a hegytető növényvilágából

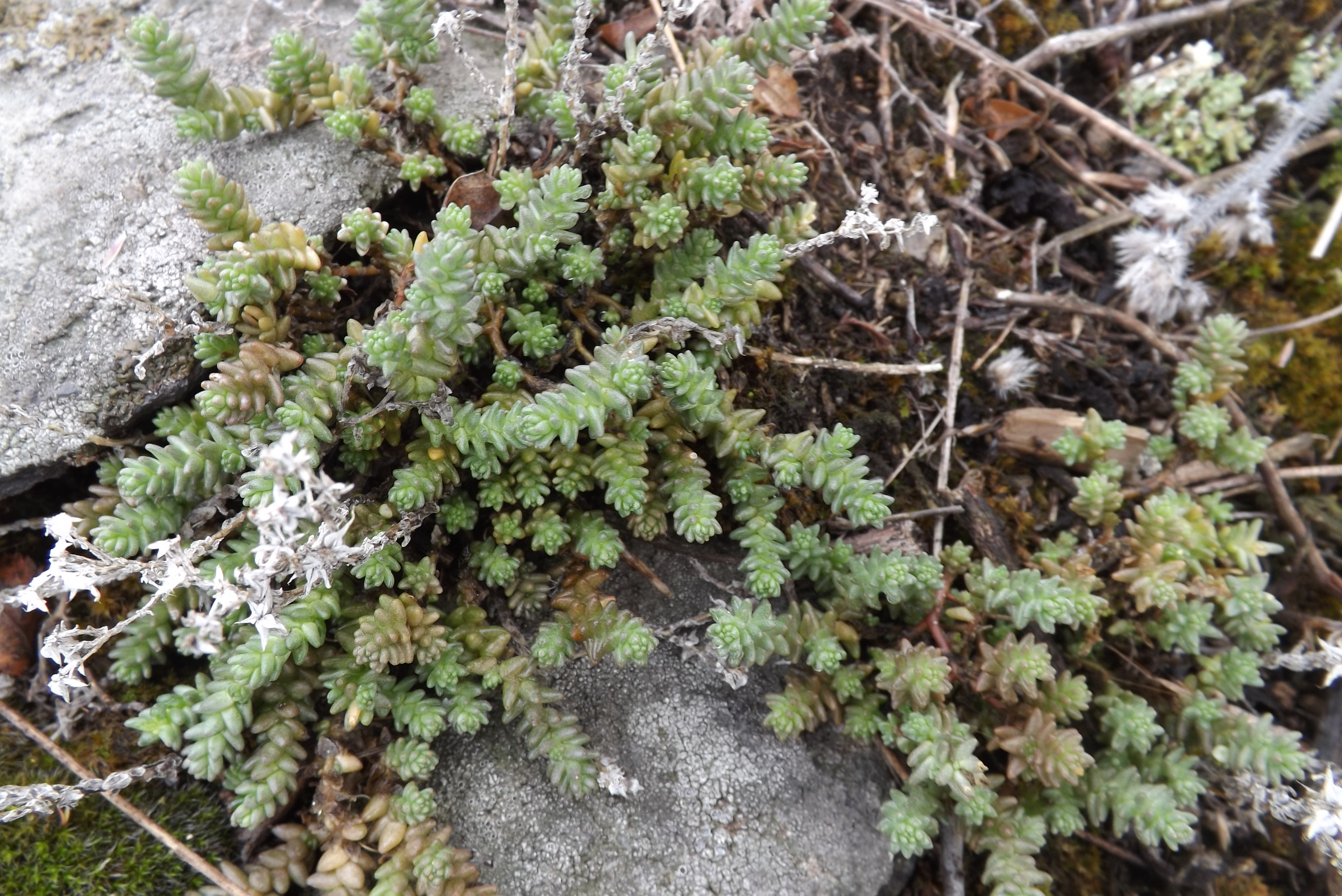
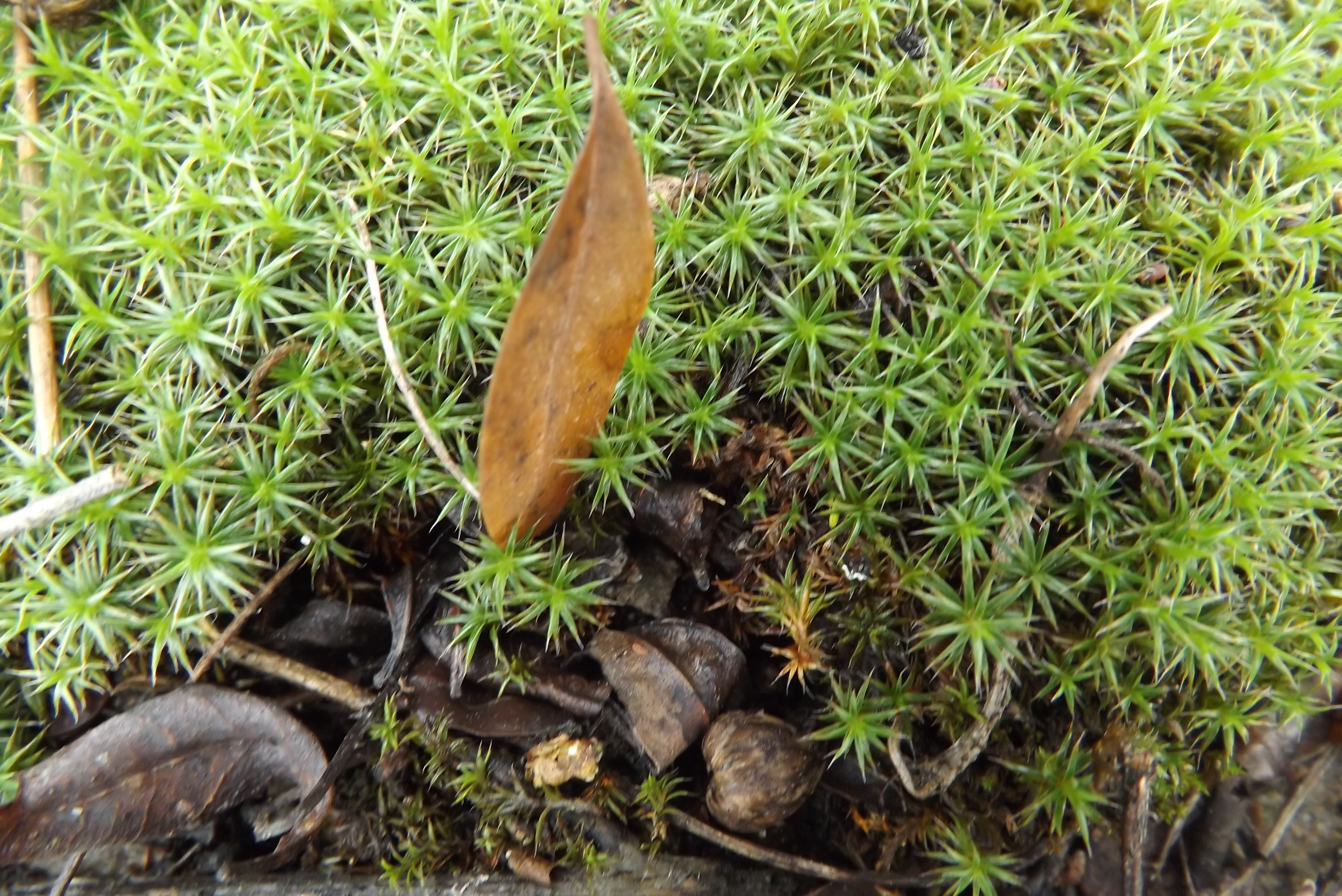
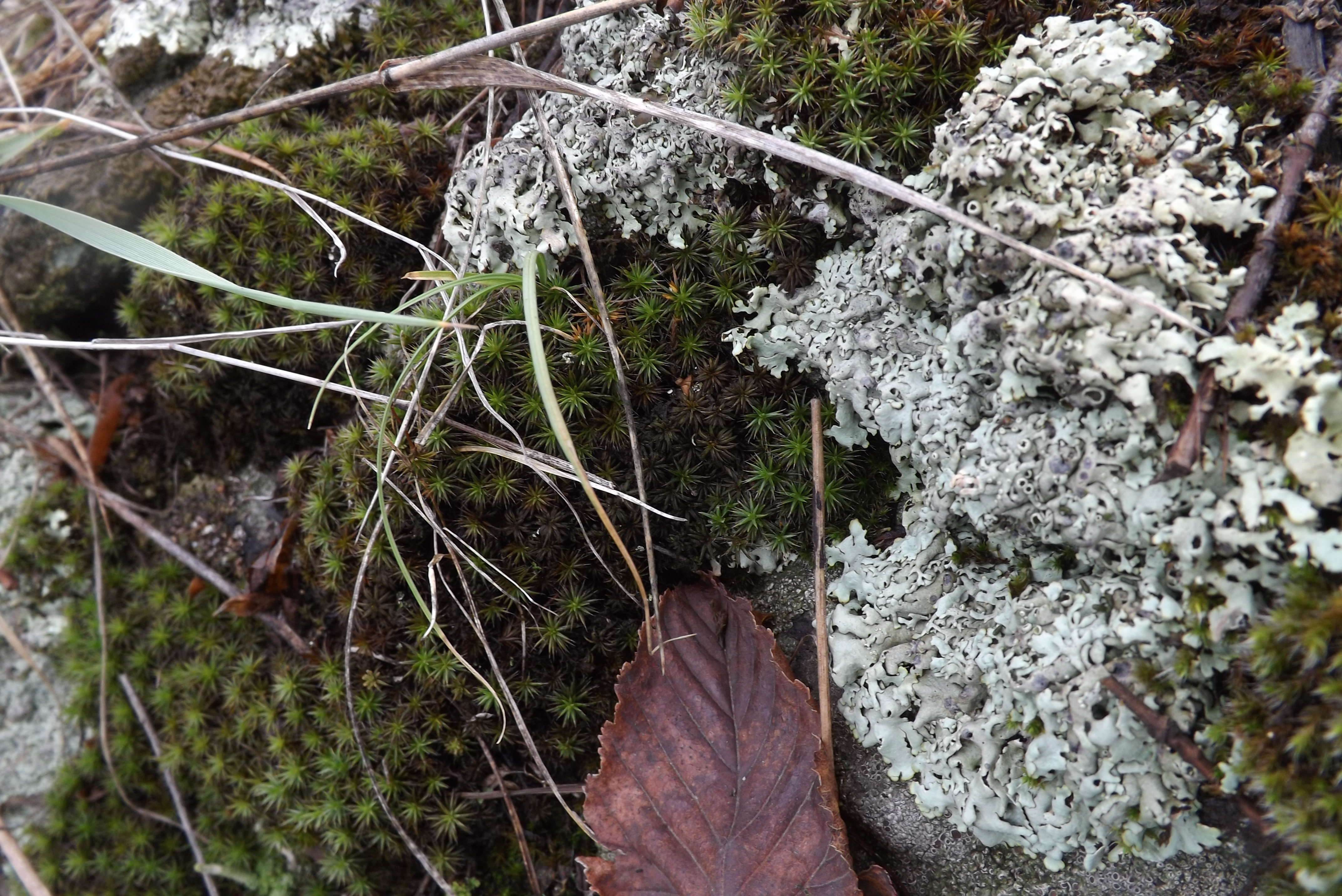
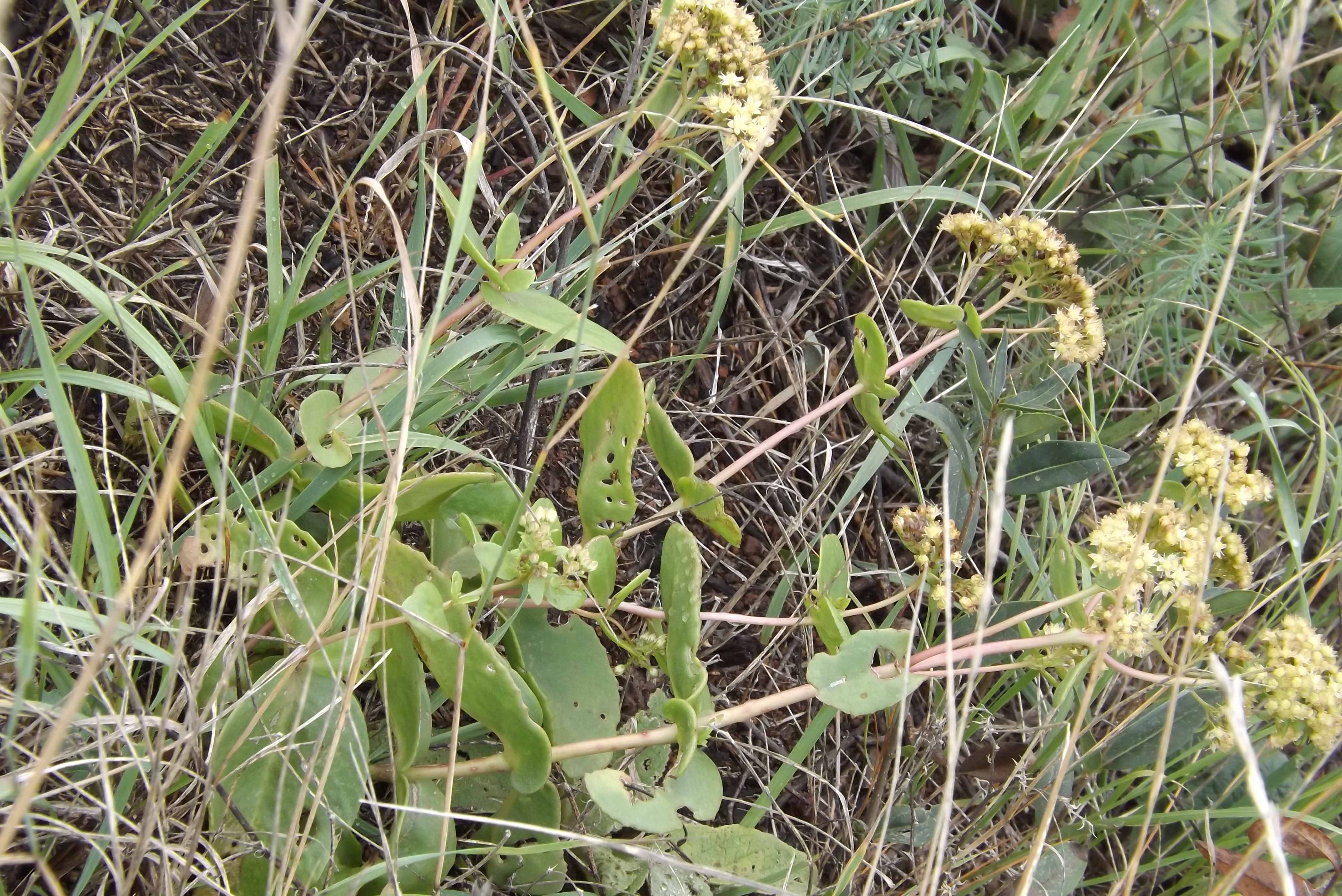
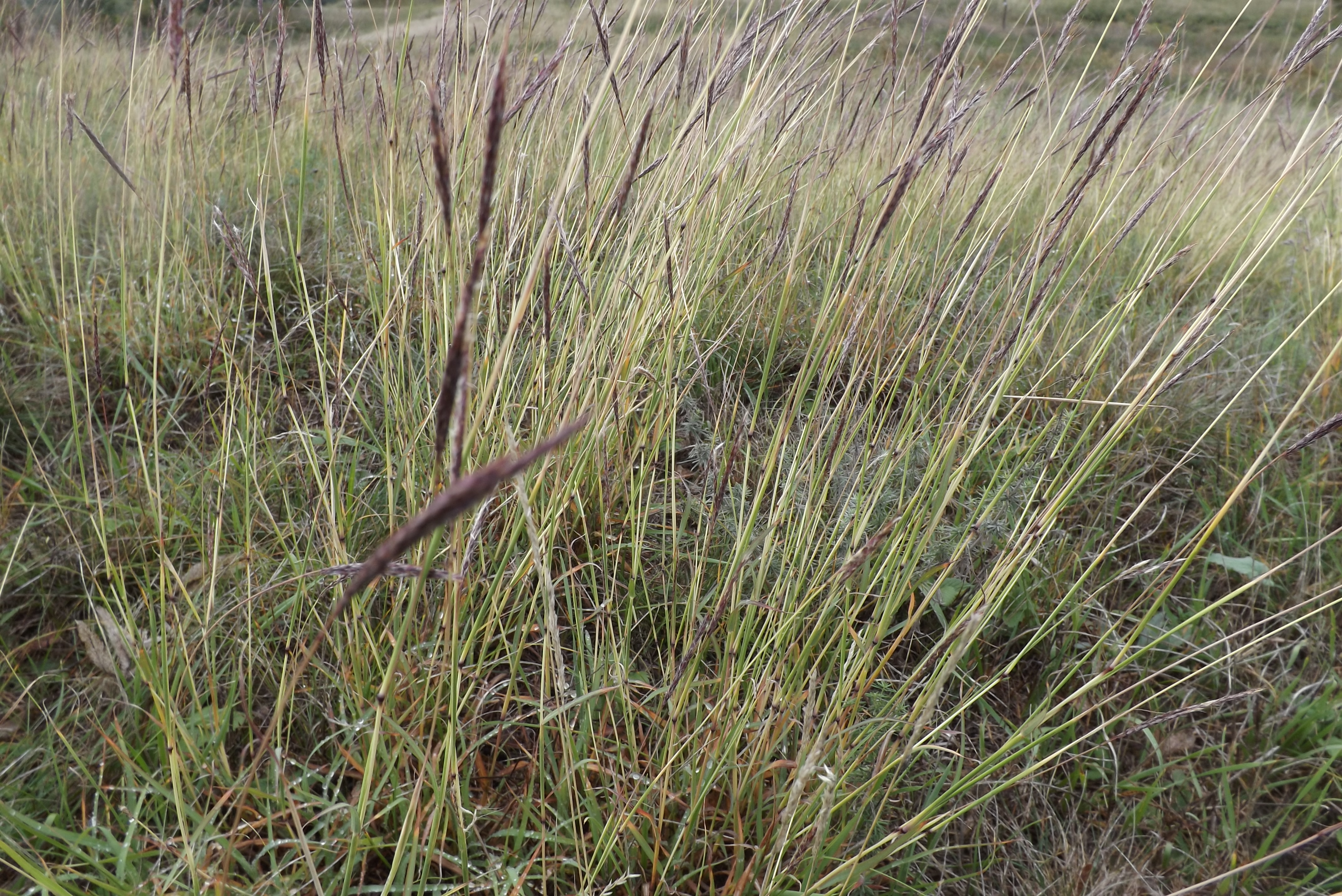
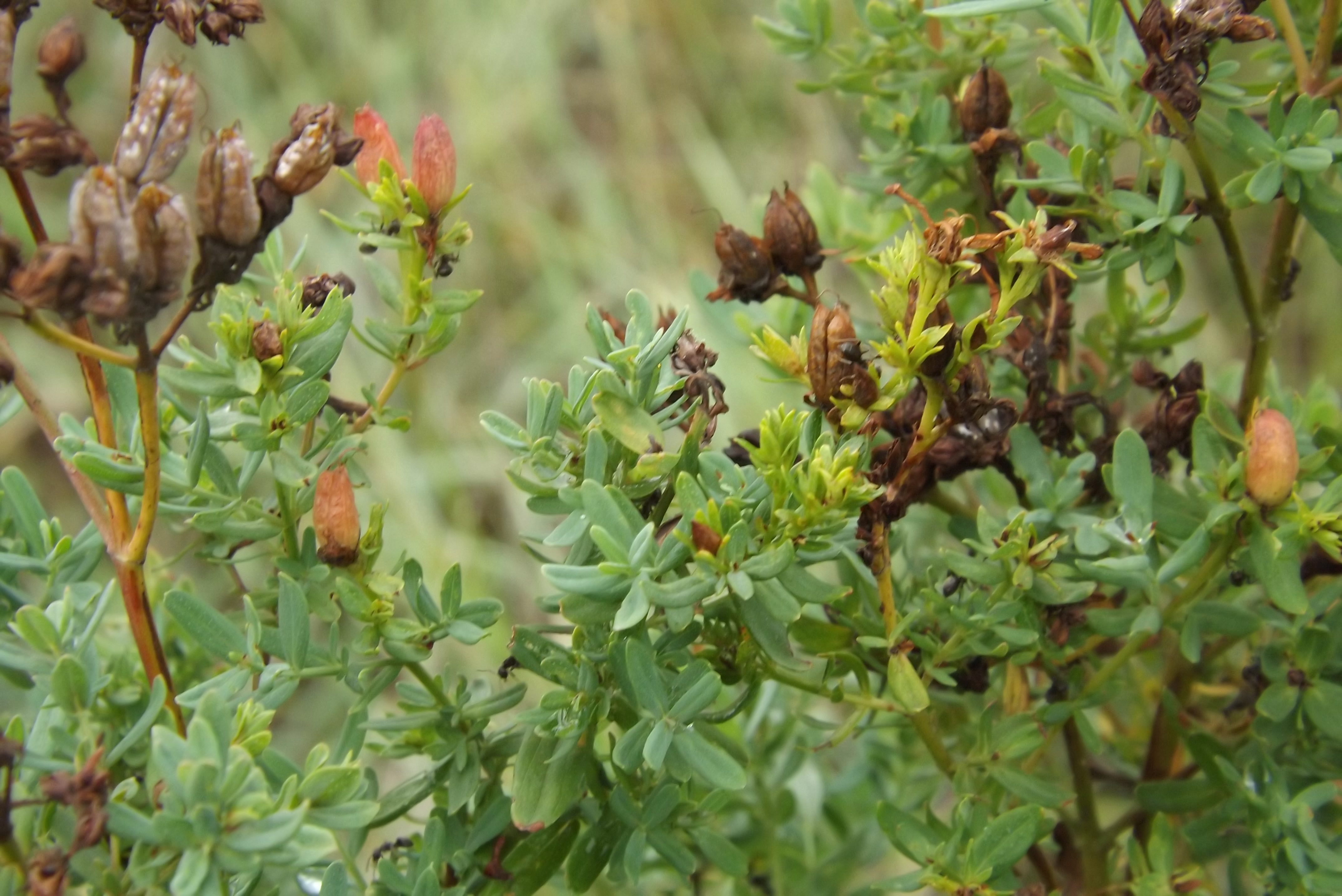
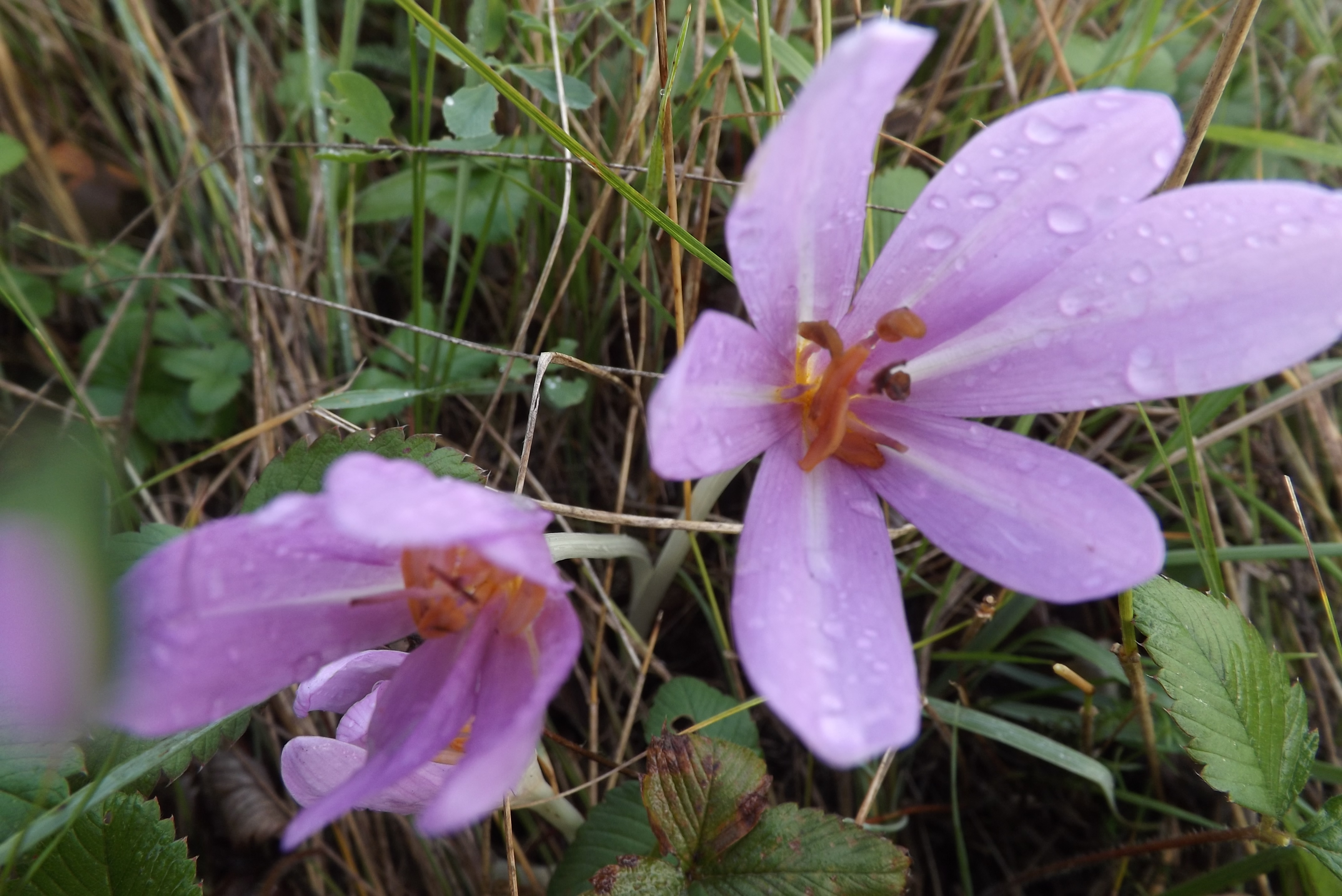
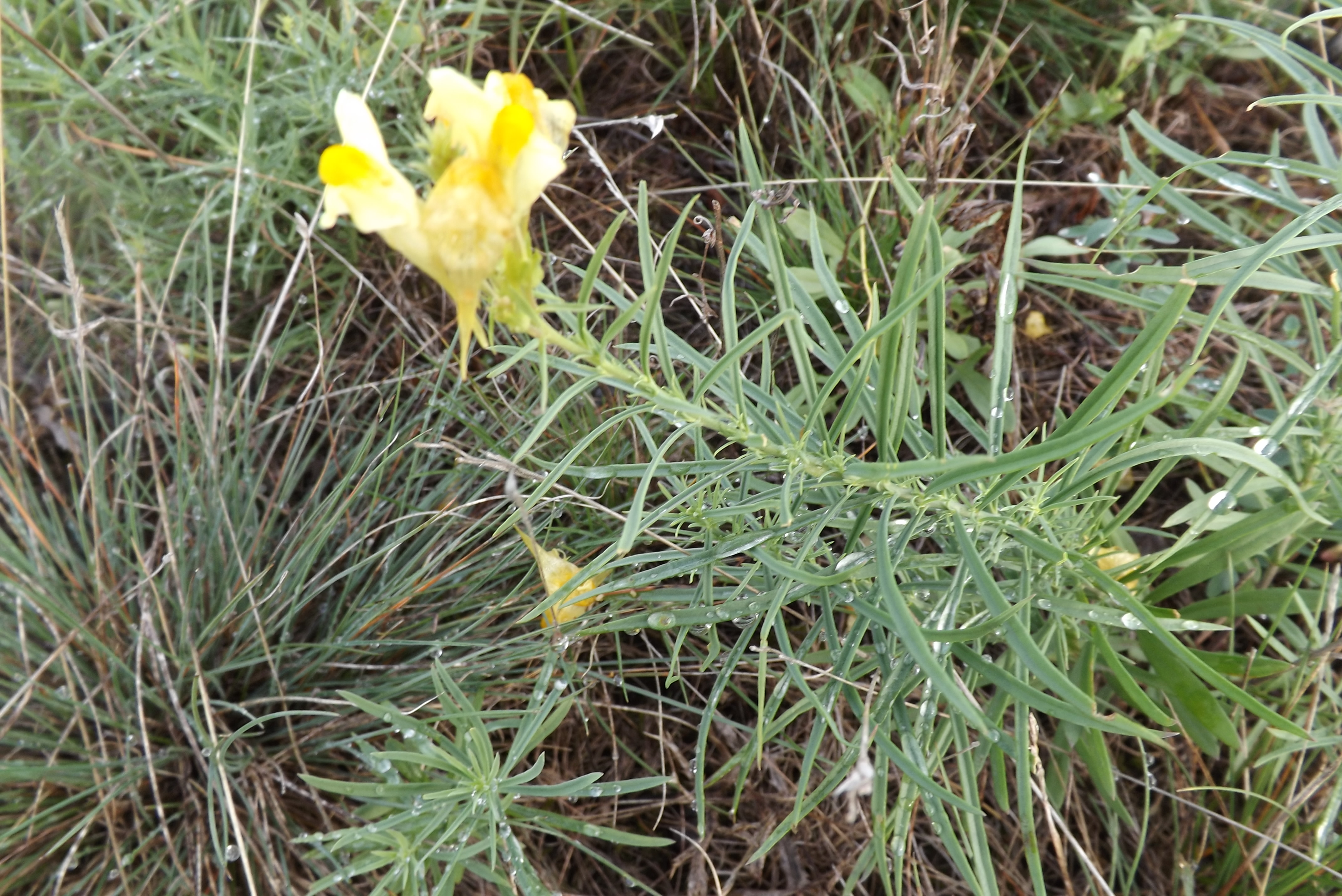
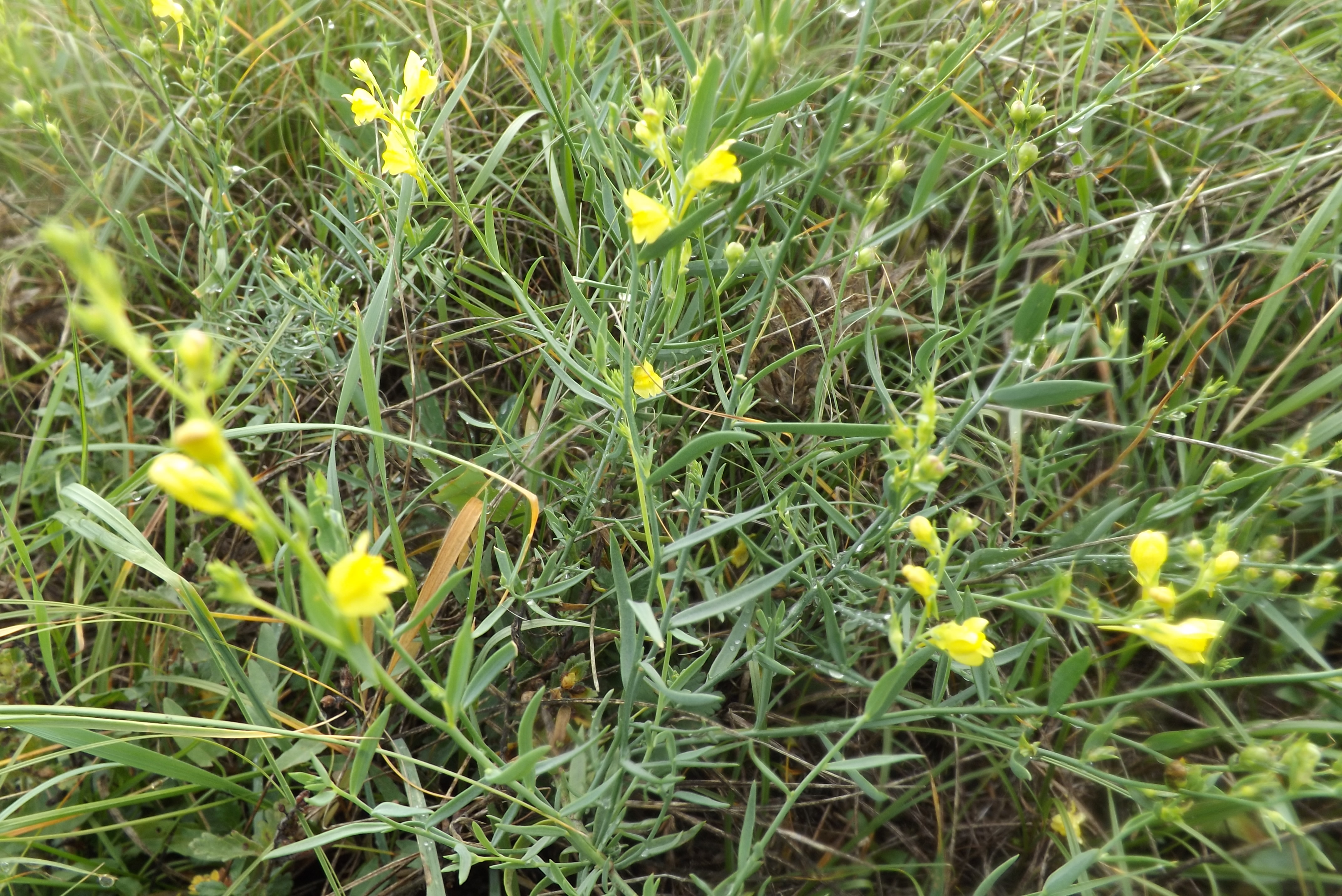
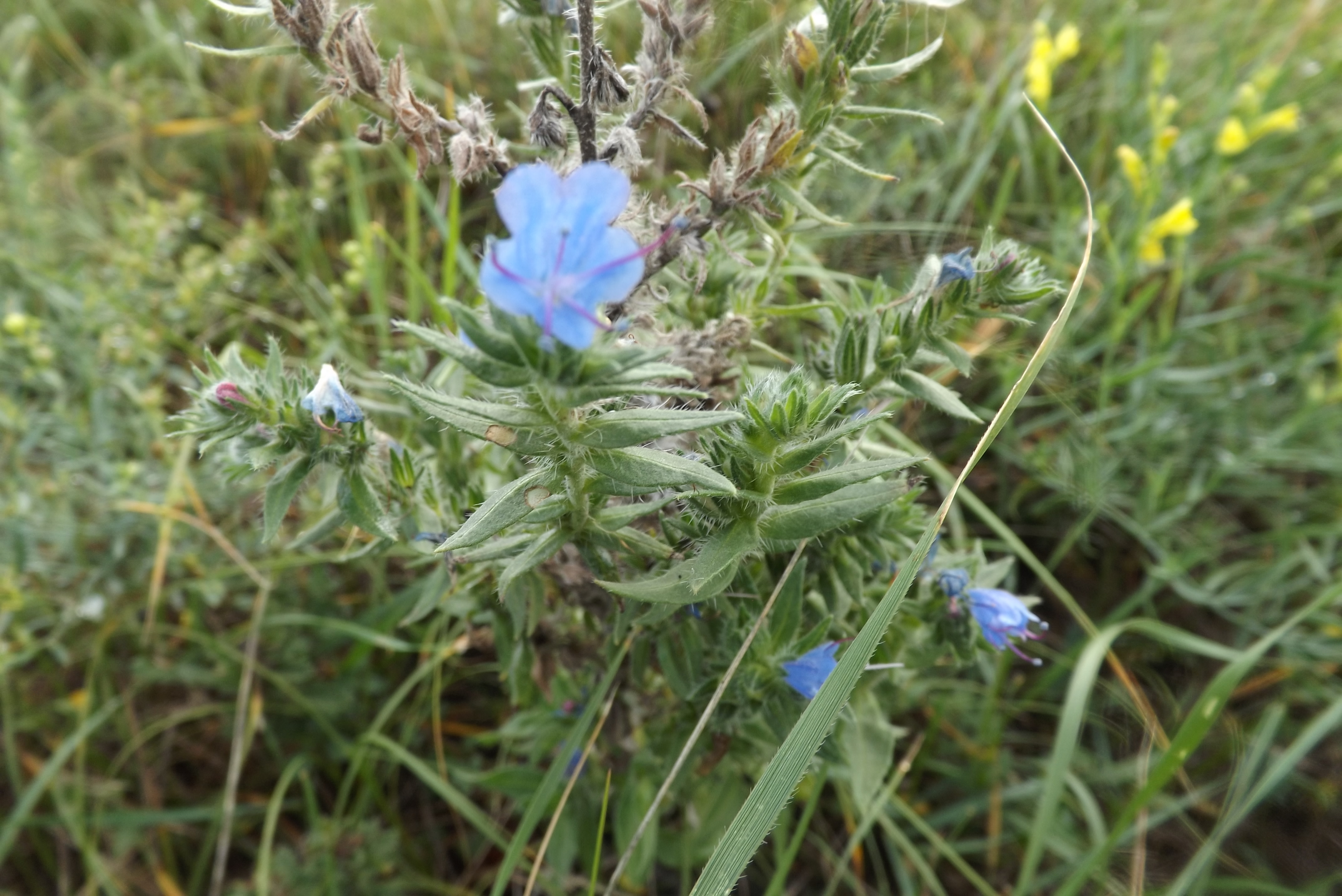
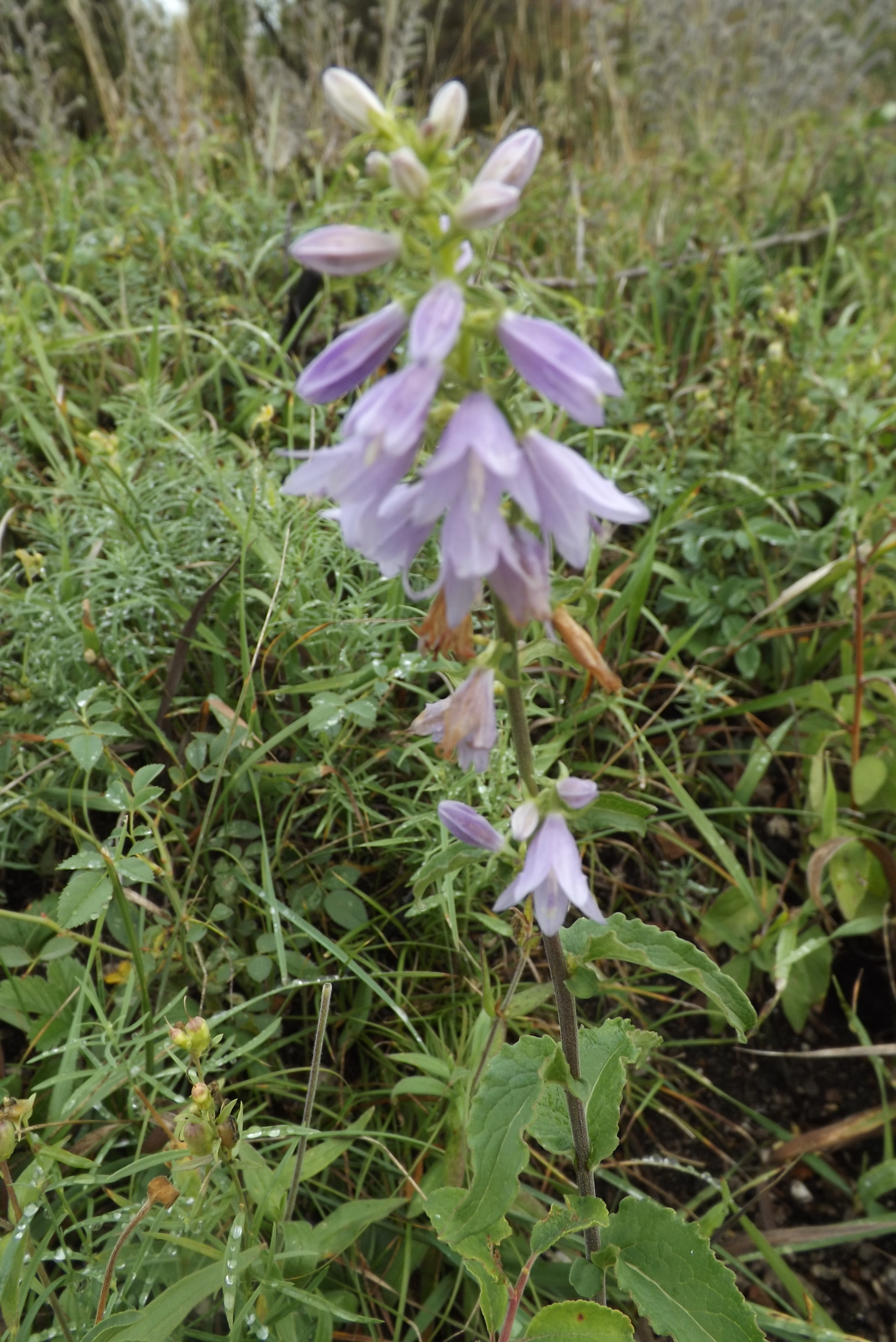
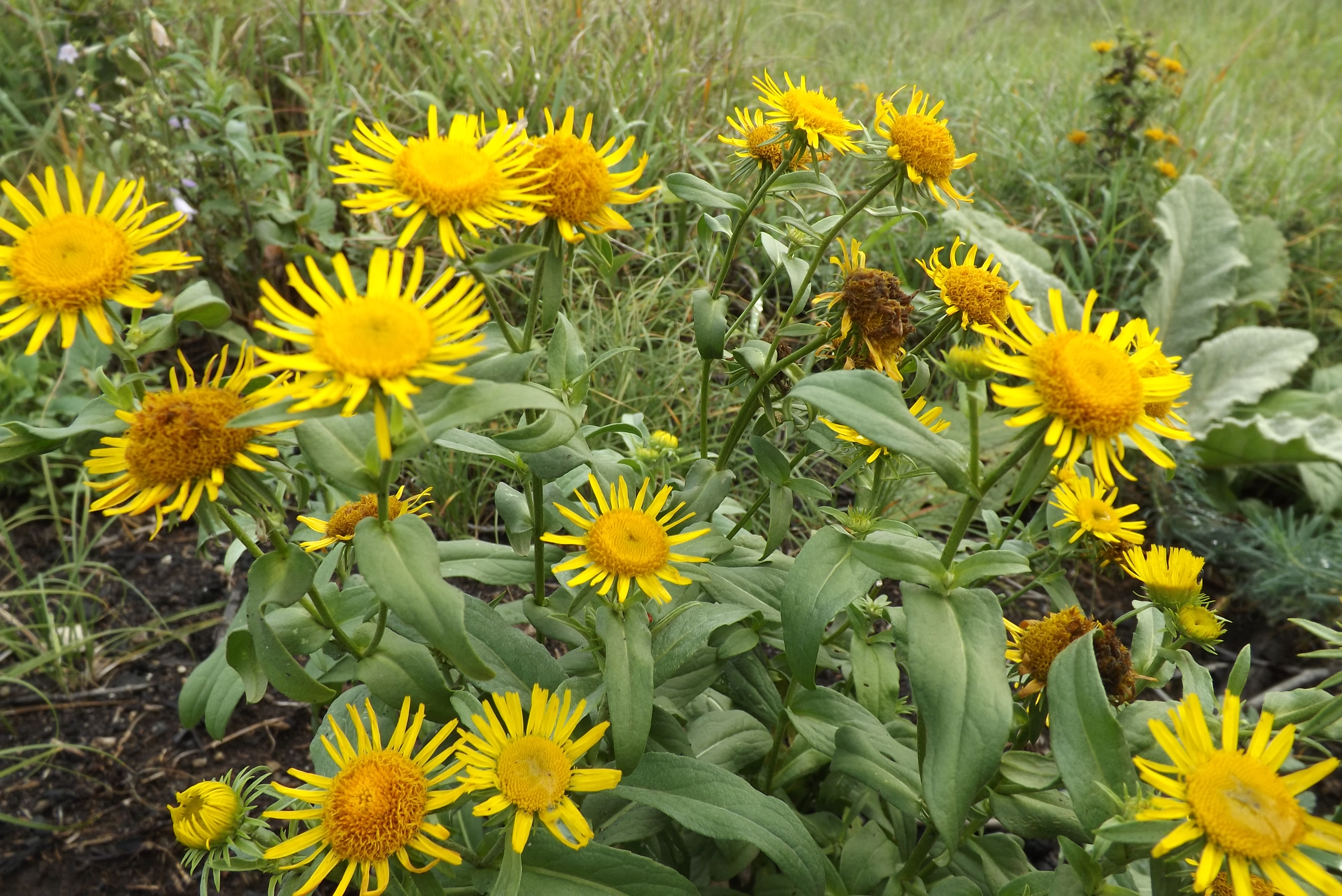
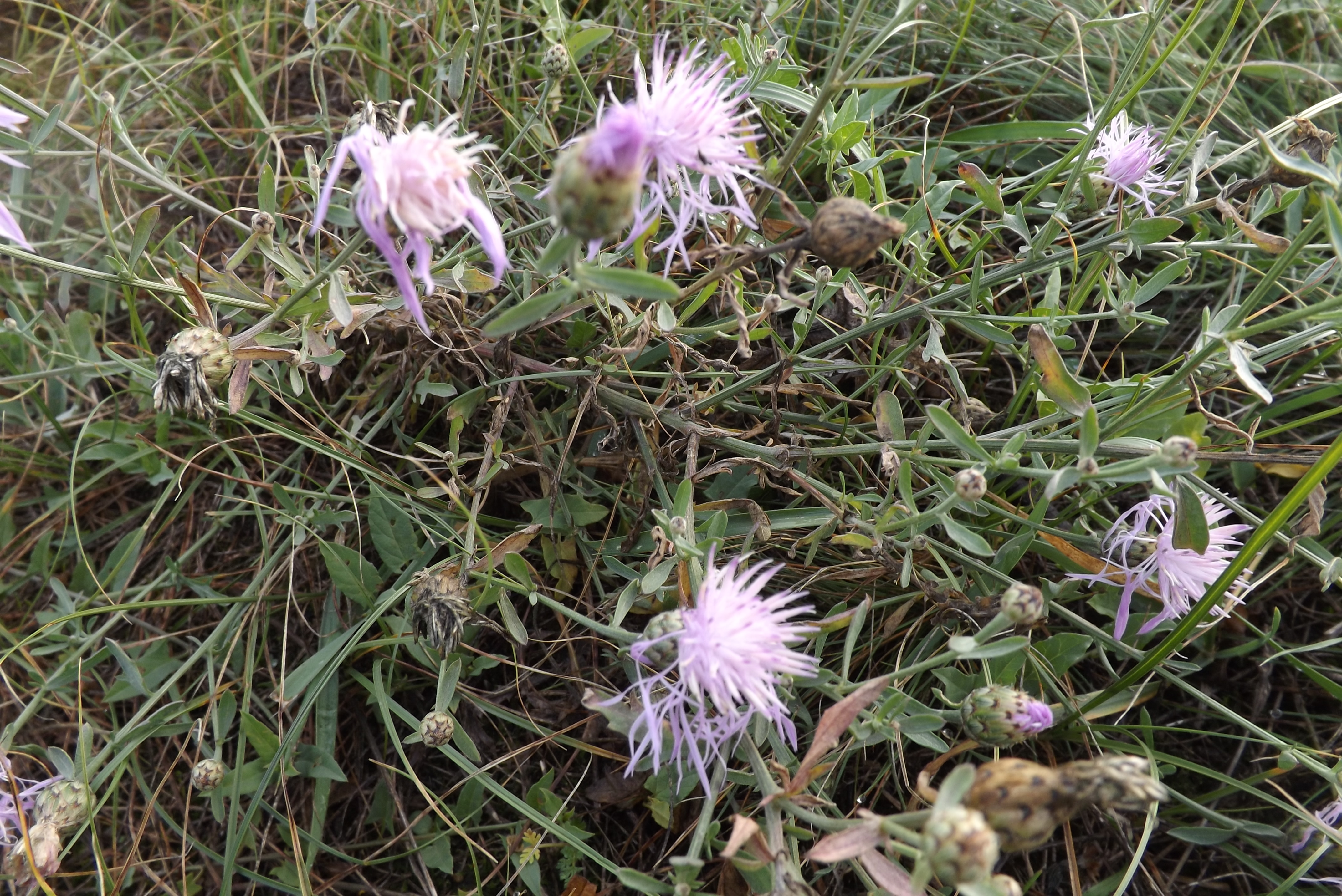
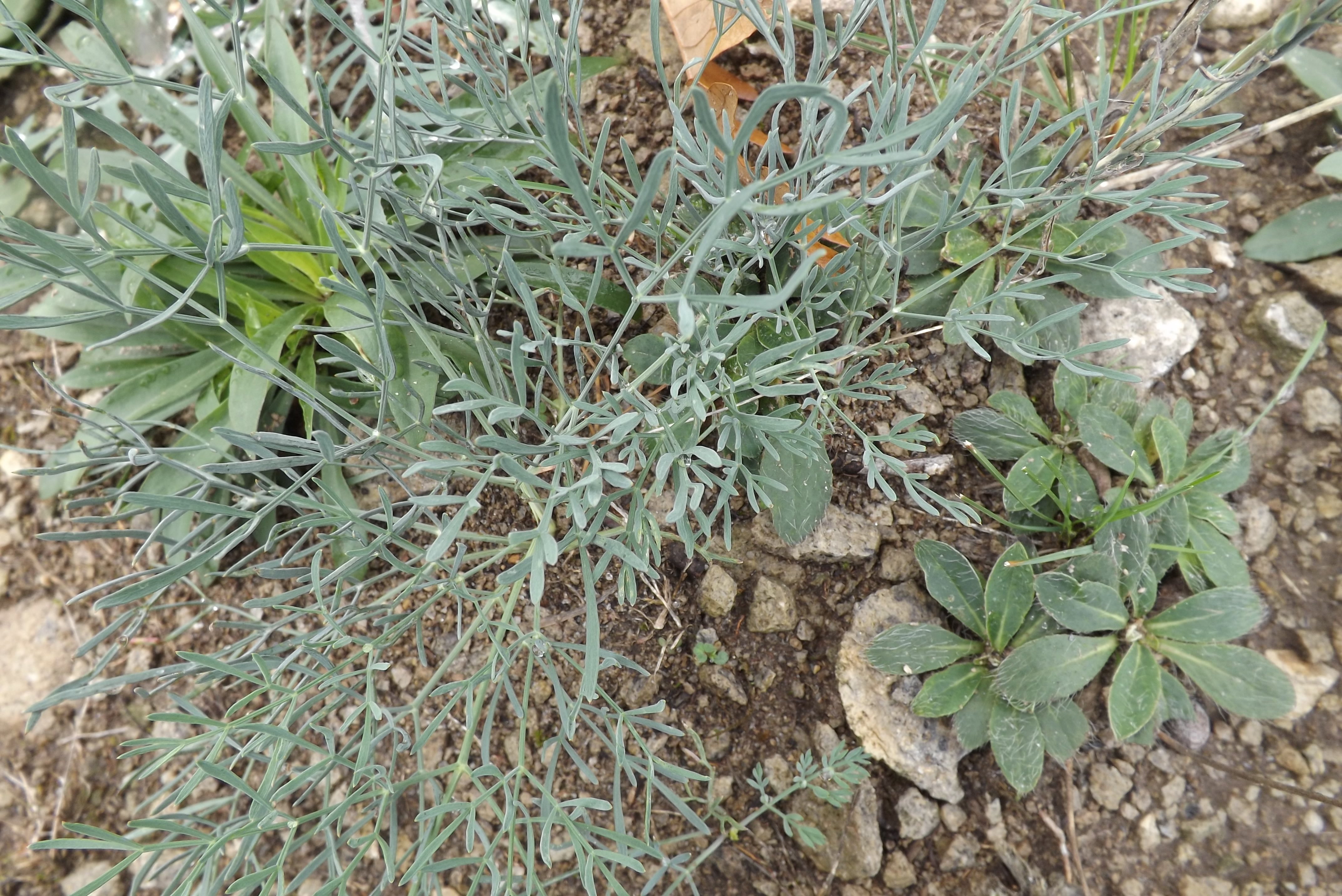
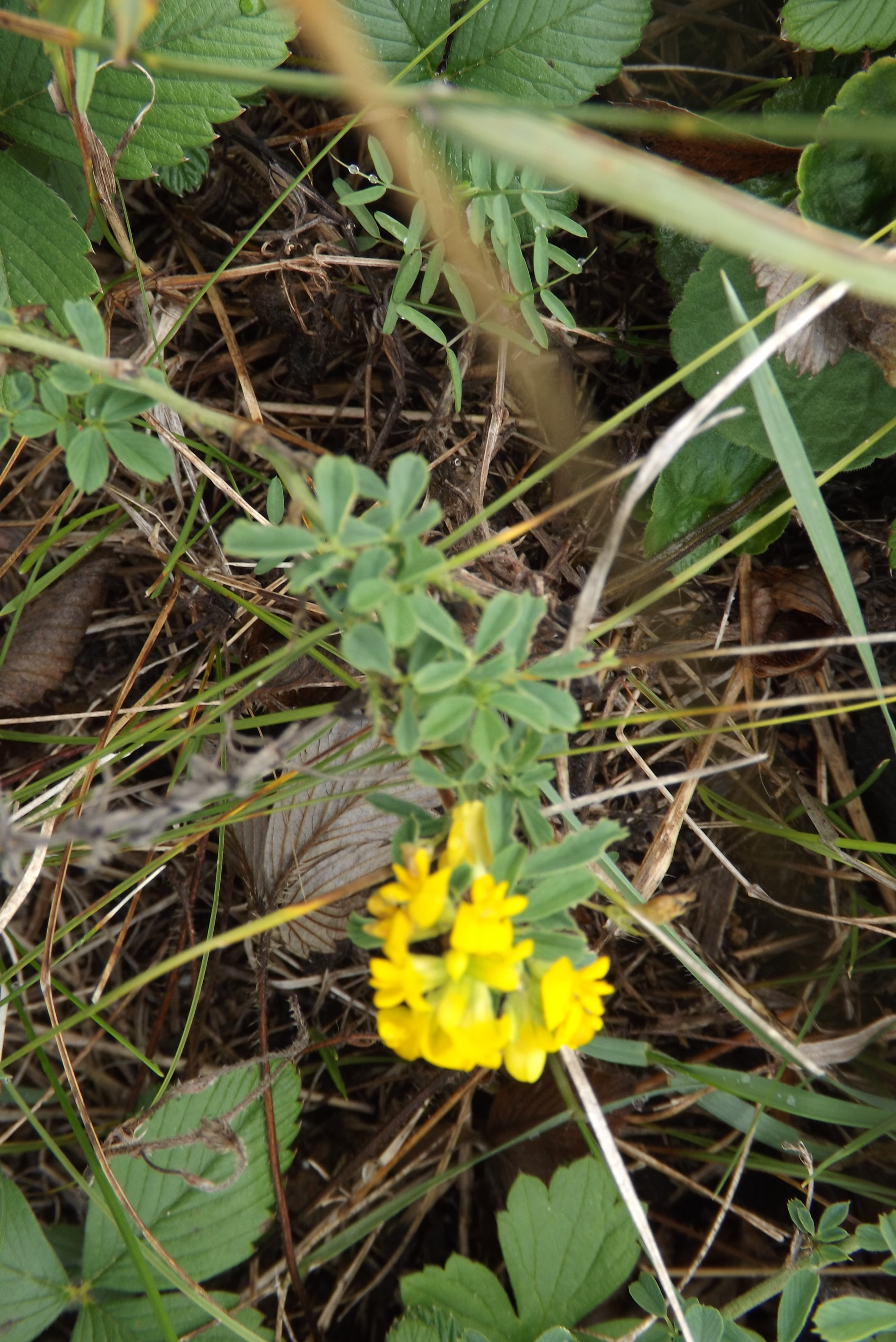
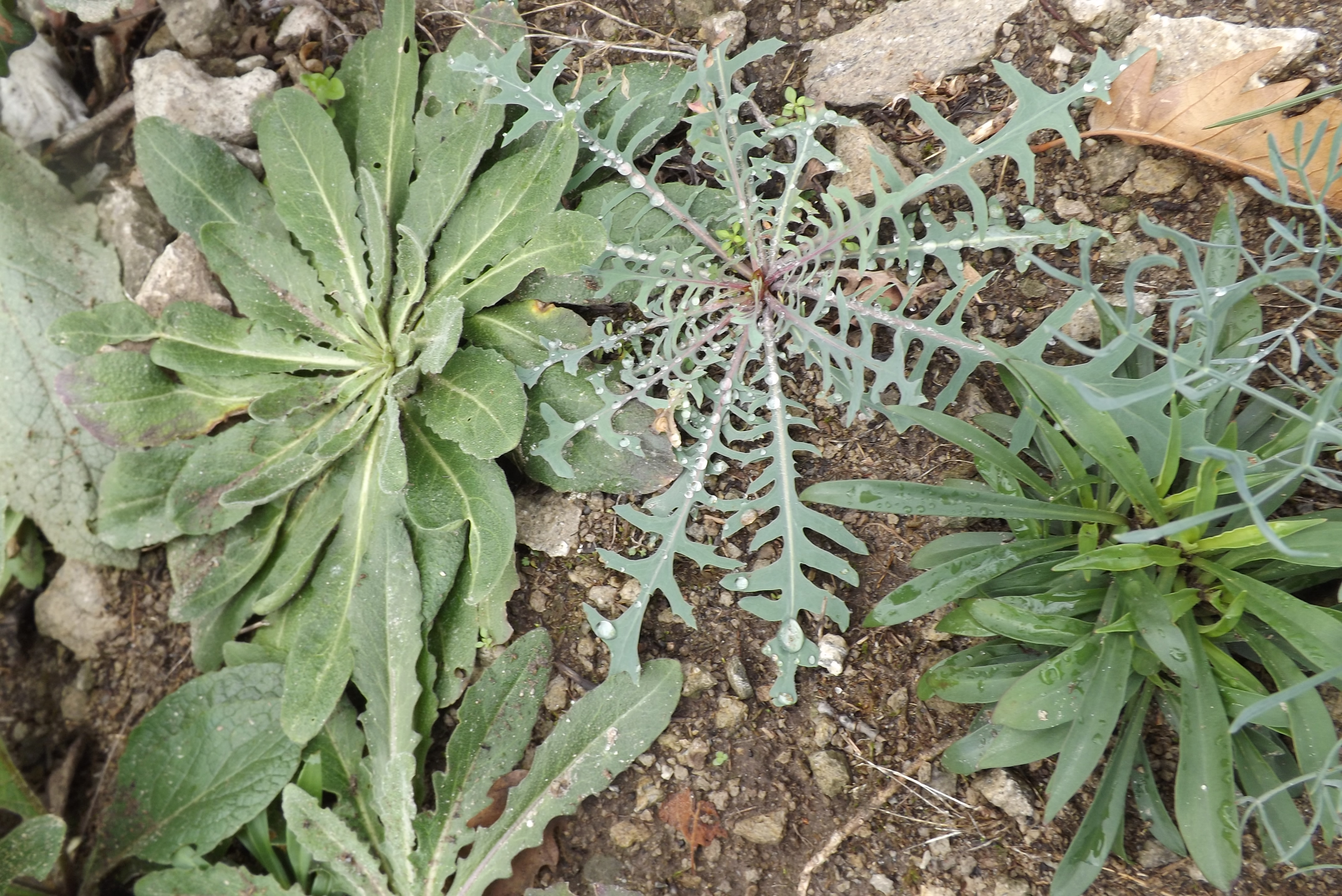
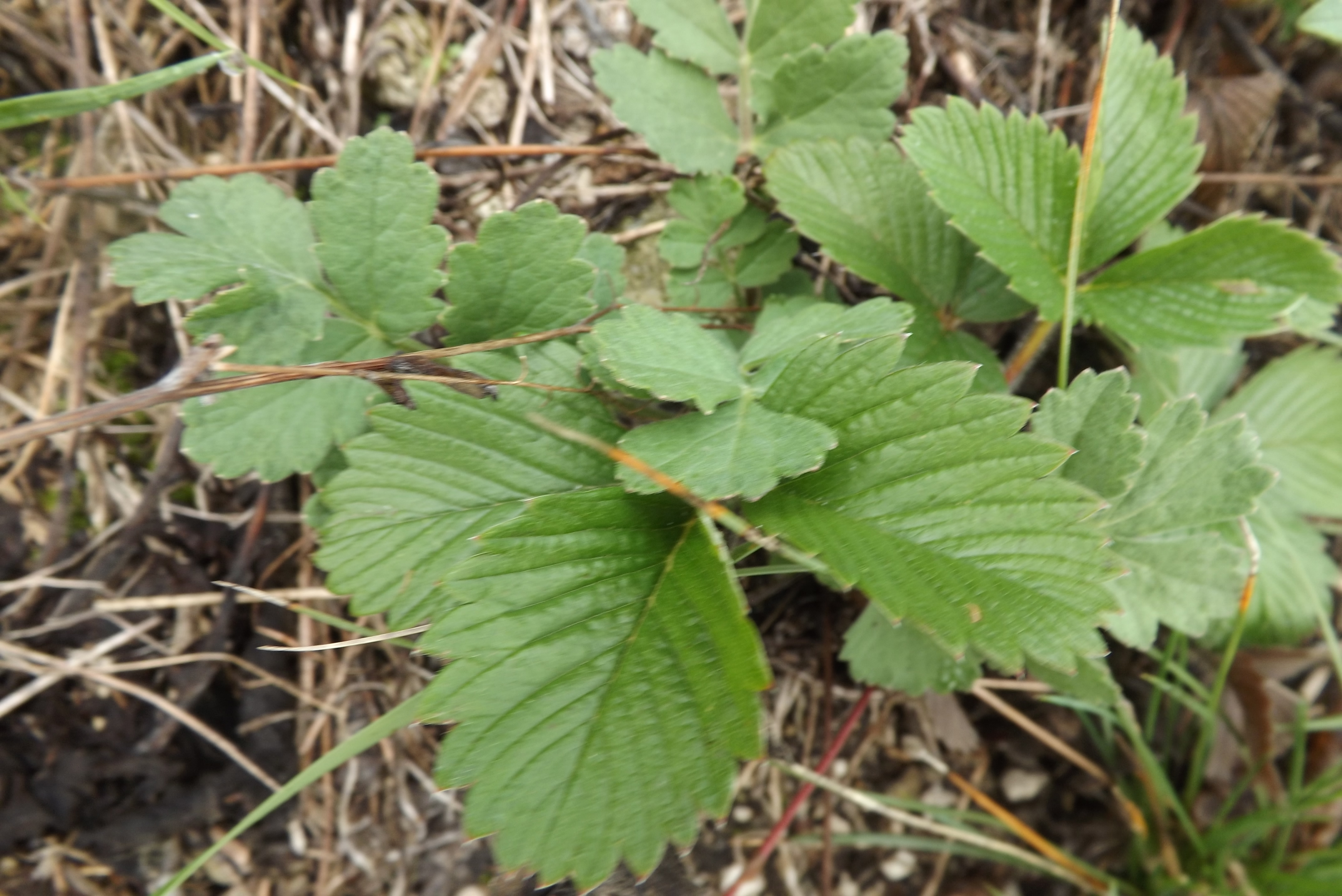
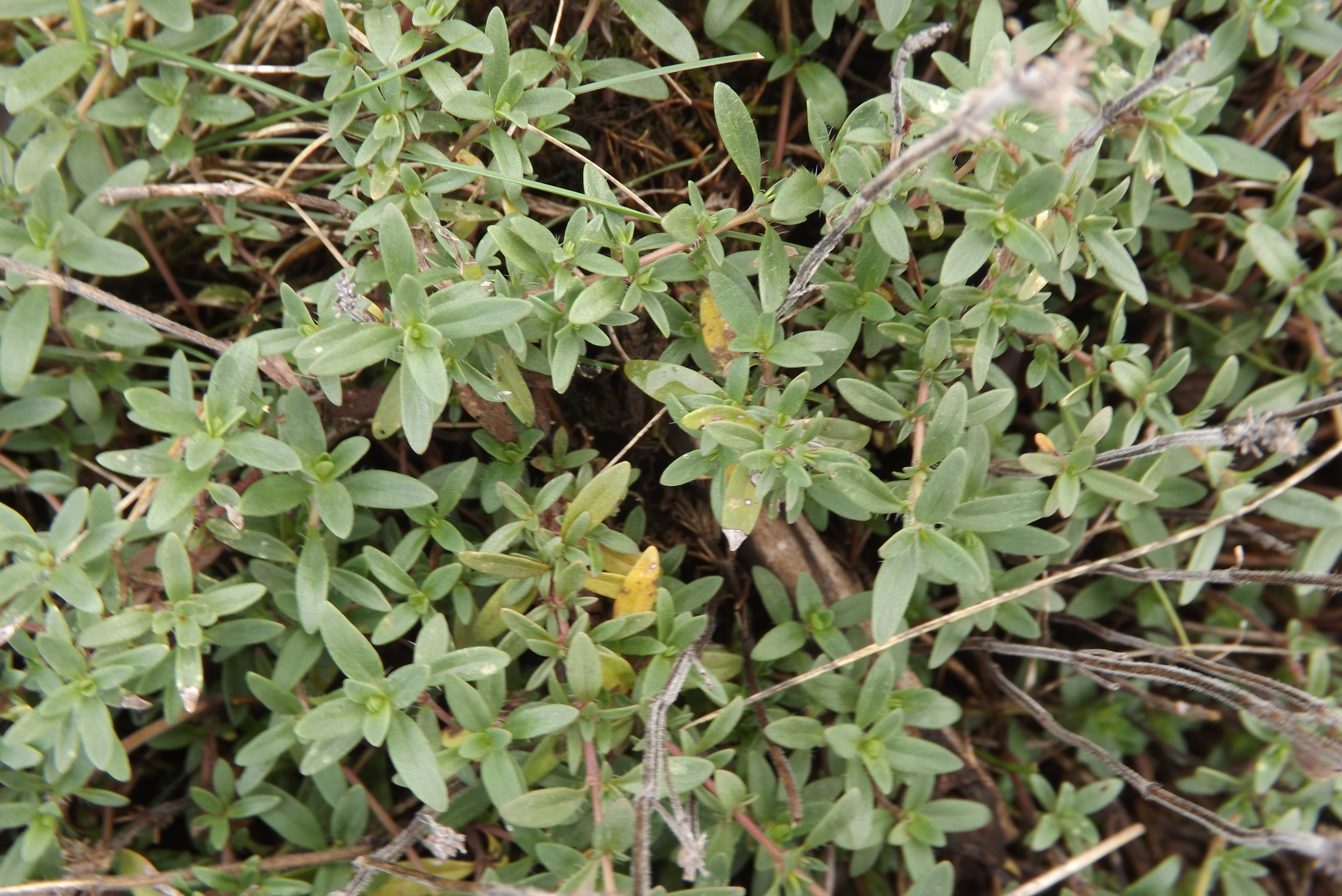
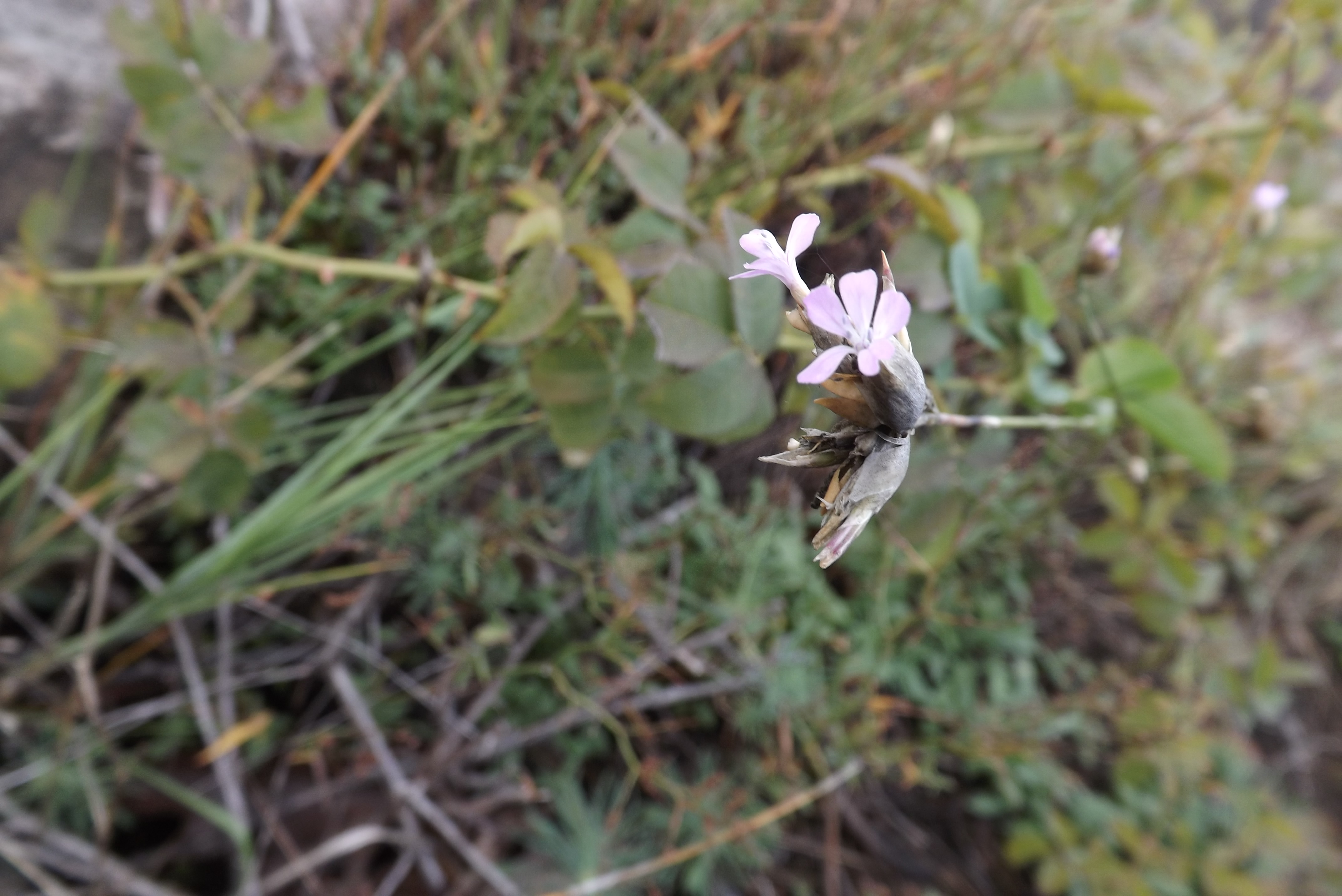
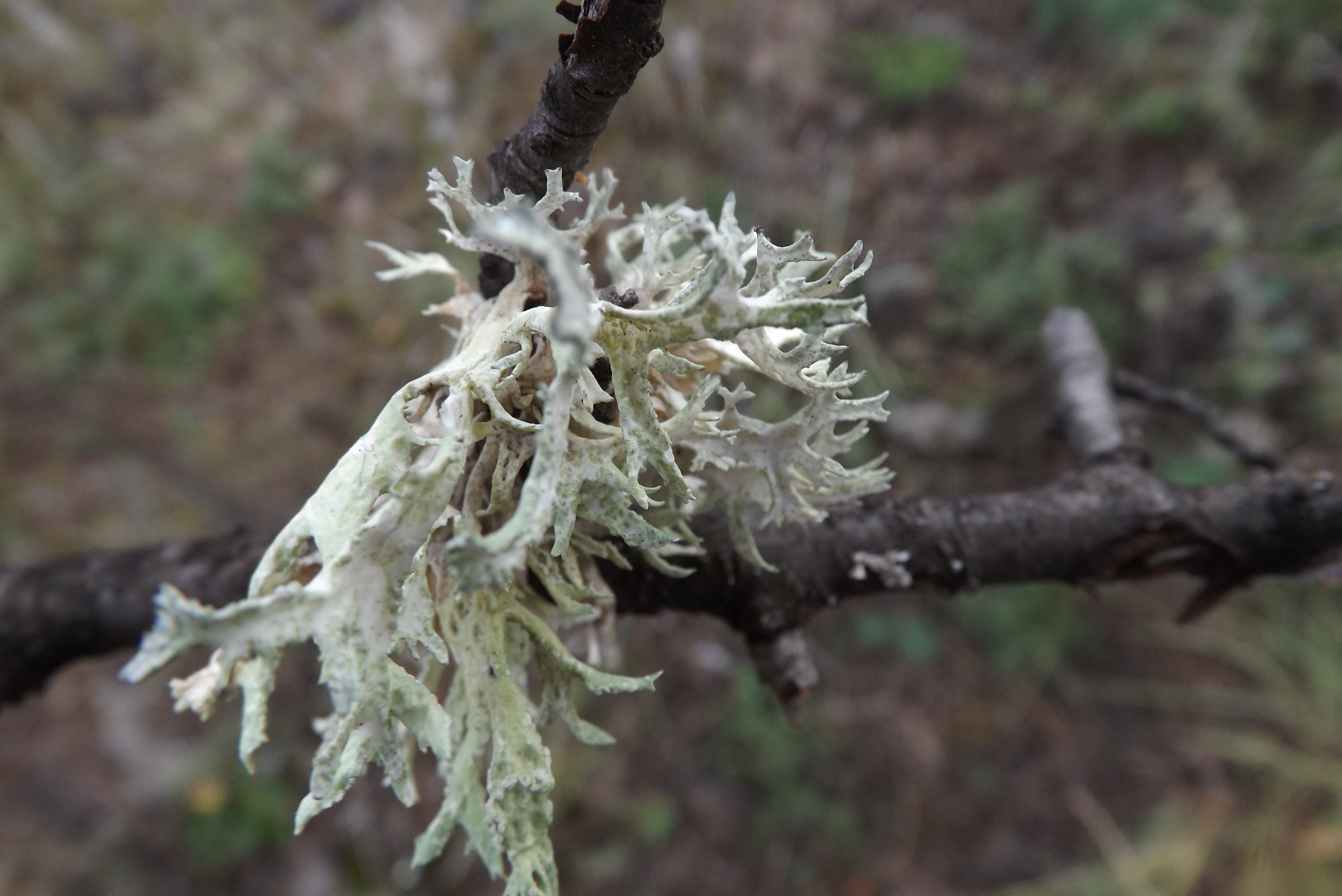
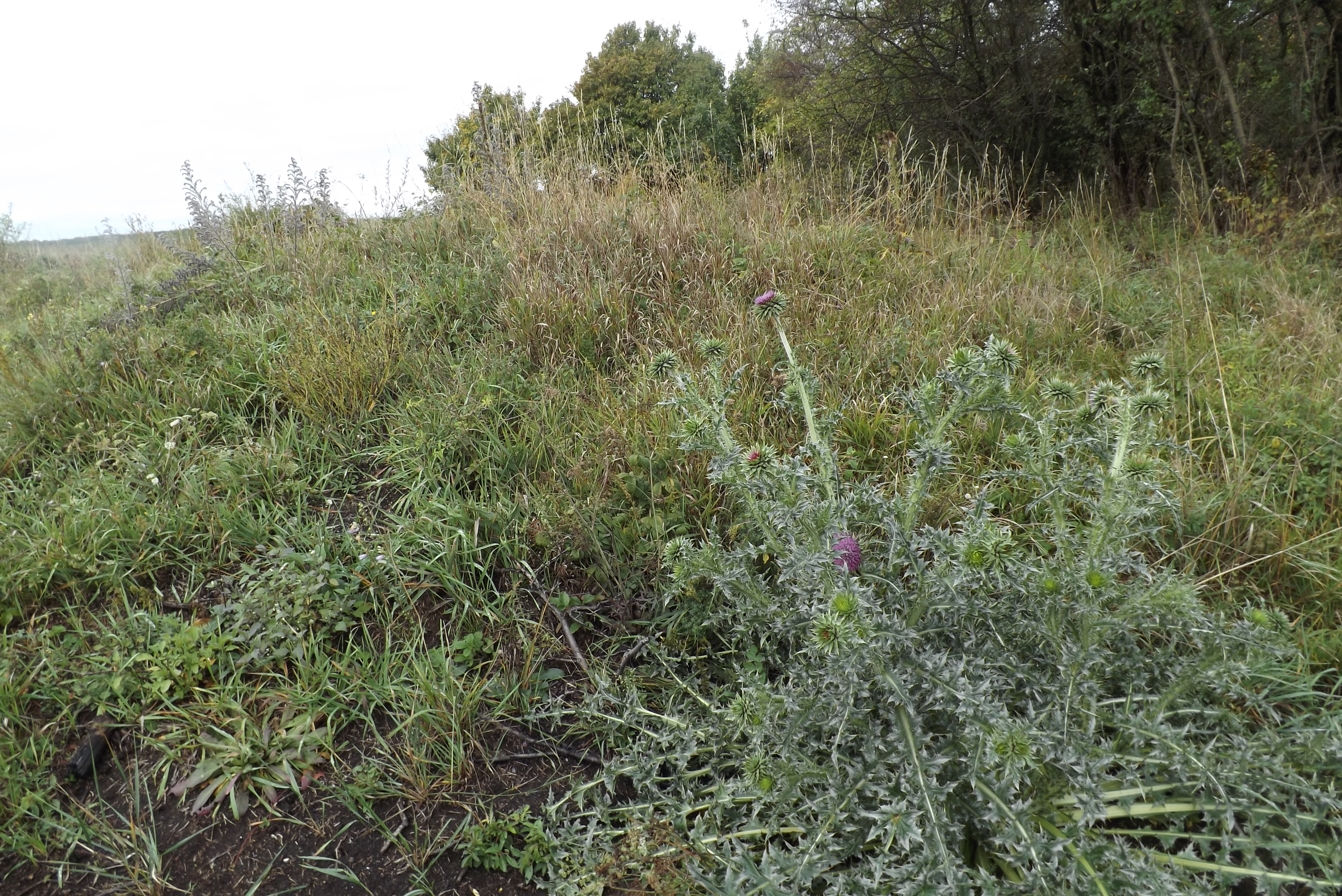
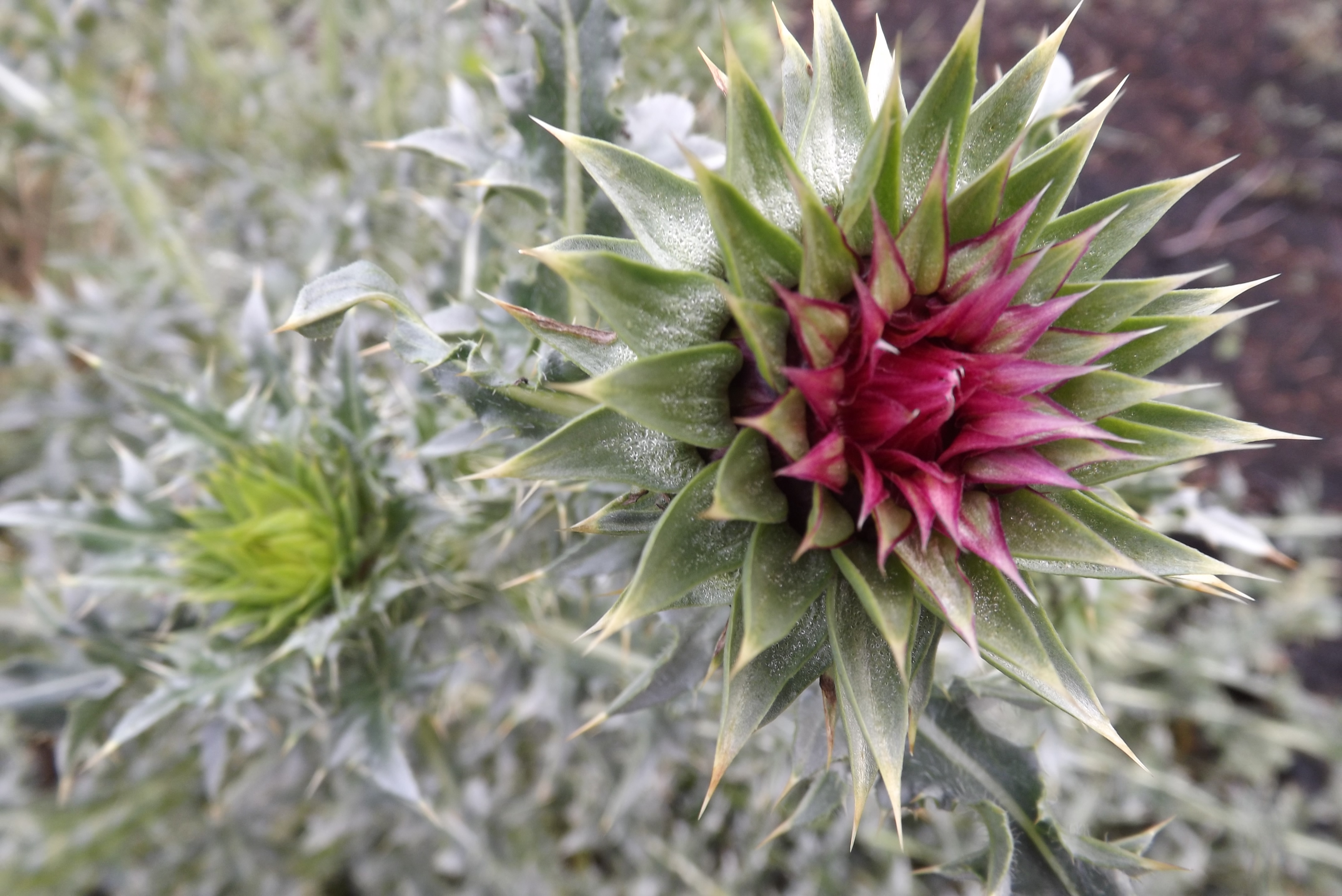
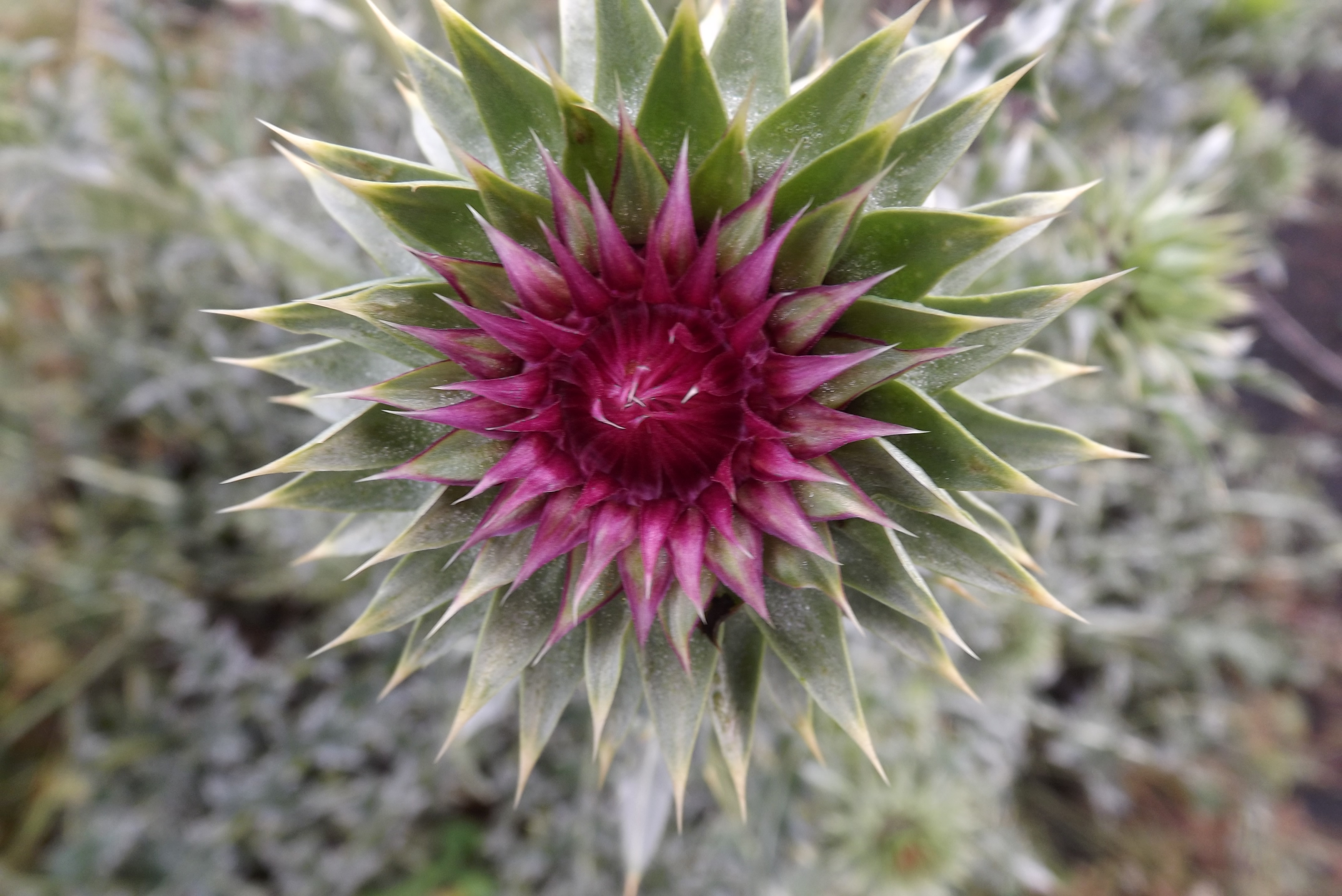
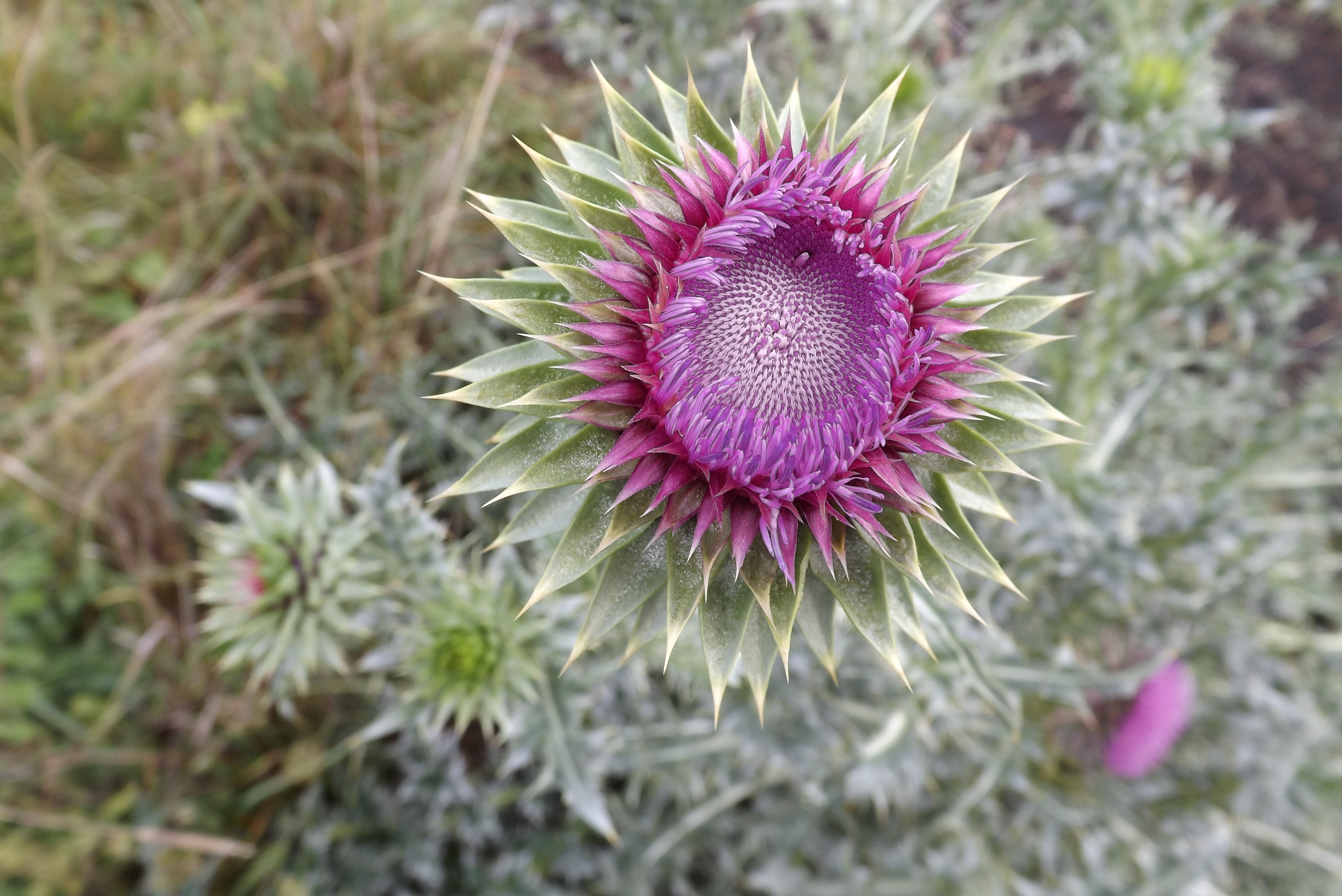